# 西倪永寿寺
西倪永寿寺位于中国山西省长治市沁县漳源镇西倪村，已列为长治市文物保护单位。

## 建筑
西倪永寿寺正殿面阔三间，进深四椽。殿内椽栿之上驼峰隔架形制古朴。

## 保护
2012年12月，西倪永寿寺公布为第五批长治市文物保护单位，古建筑类，年代为元。